# Premium Rush
Premium Rush (bra: Perigo por Encomenda; prt: Encomenda Armadilhada) é um filme estadunidense de 2012, do gênero ação, dirigido por David Koepp, que também escreveu o roteiro com John Kamps. O filme conta com o elenco de Joseph Gordon-Levitt, Michael Shannon, Dania Ramirez e Jamie Chung. Premium Rush gira em torno de um ciclista mensageiro que é perseguido em Nova Iorque por um policial corrupto que deseja roubar um envelope secreto deste. O lançamento do filme ocorreu em 22 de agosto de 2012 nos Estados Unidos, sendo distribuído pela Sony Pictures.

## Sinopse
O filme centra-se em um ciclista de Nova Iorque (Joseph Gordon-Levitt) que pega um envelope da Universidade Columbia. Um policial corrupto (Michael Shannon), desesperado para colocar as mãos no envelope, persegue o mensageiro ao redor da cidade.

## Elenco
- Joseph Gordon-Levitt como Wilee, um mensageiro de bicicleta
- Michael Shannon como Robert "Bobby" Monday, um detetive corrupto da NYPD viciado em jogos de azar
- Dania Ramirez como Vanessa, namorada e colega de trabalho de Willie, também mensageira de bicicleta
- Jamie Chung como Nima, colega de quarto de Vanessa
- Wolé Parks como Manny, rival de Wilee que disputa a atenção de Vanessa
- Aasif Mandvi como Raj, despachante de Wilee
- Ashley Austin Morris como a atendente da empresa mensageira de bicicletas
- Christopher Place como Roselli
- Henry O como Sr. Leung
- Boyce Wong como Sr. Lin
- Kevin Bolger como Squid
- BoJun Wang como o filho de Nima
- Sean Kennedy como Marco
- Kym Perfetto como Polo
- Anthony Chisholm como Tito
- Lauren Ashley Carter como Phoebe
- Aaron Tveit como Kyle
- Darlene Violette como Debra
- Mario D'Leon como Moosey
- Djani Johnson como Johnny
- Wai Ching Ho como irmã Chen
- Kin Shing Wong como Sudoku Man

## Produção

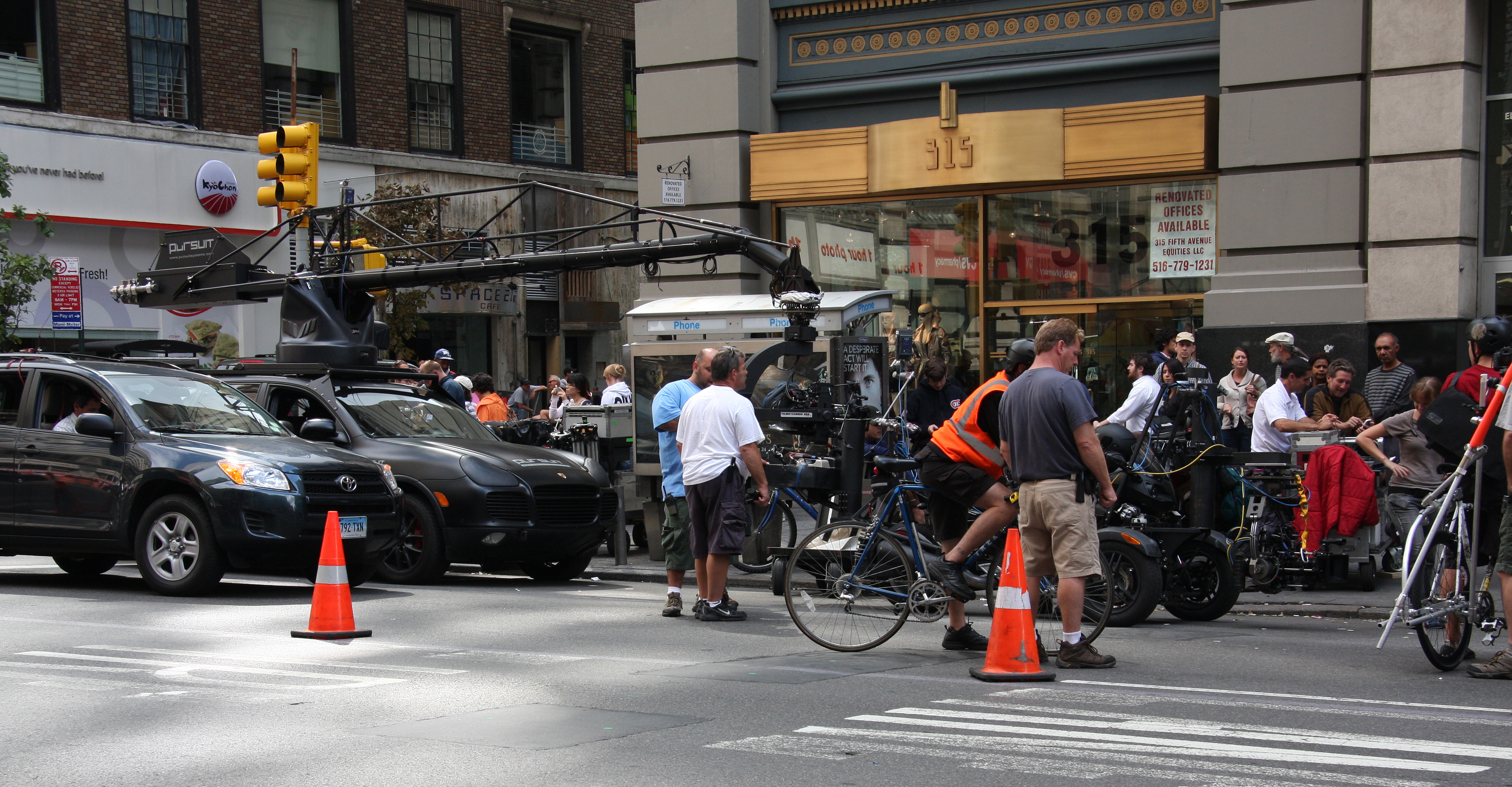
Equipe de filmagem se preparando para filmar uma cena no cruzamento da 5ª Avenida com a West 34th Street (abaixo do Empire State Building).

O diretor David Koepp desenvolveu Premium Rush e co-escreveu o roteiro com John Kamps. O objetivo deles era ter sequências de perseguição elaboradas, como em um filme de William Friedkin.
As filmagens tiveram início em meados de julho de 2010 e terminaram no início de setembro do mesmo na cidade de Nova York. As locações do filme incluíram a Universidade Columbia, o Central Park e Canal Street.
Em 1º de agosto de 2010, Gordon-Levitt se feriu durante as filmagens ao bater na traseira de um táxi. O impacto fez Gordon-Levitt voar contra o para-brisa traseiro do veículo, o que fez o vidro estilhaçar, ferindo seriamente o seu braço, tendo sido necessária uma sutura com 31 pontos. Uma cena amadora dos bastidores mostrando as consequências do acidente foi incluída durante os créditos finais do filme.

## Recepção

### Comercial
No fim de semana de estreia, Premium Rush estreou na oitava posição nas bilheterias estadunidenses, arrecadando US$ 6 milhões. O filme arrecadou US$ 20,3 milhões na América do Norte e US$ 10,8 milhões nos mercados estrangeiros, totalizando uma renda mundial de US$ 31,1 milhões, contra um orçamento de produção de US$ 35 milhões.

### Crítica
No Rotten Tomatoes o filme tem um índice de aprovação de 75% com base em 165 avaliações, obtendo uma nota média de 6,30/10; o consenso crítico do site diz: "Construído a partir de partes familiares, não importa o quão estereotipado o enredo de Premium Rush possa parecer, ele é elevado por ação de alta octanagem e performances divertidas". No Metacritic, o filme tem uma pontuação de 66/100, com base em 36 críticos, indicando "críticas geralmente favoráveis". O público pesquisado pelo CinemaScore deu ao filme uma nota "B" em uma escala de "A+" a "F".
O crítico do Chicago Sun-Times, Roger Ebert, concedeu ao filme três estrelas e meia de quatro, chamando-o de um "filme de perseguição alucinante".

## Processo
Em 2011, uma ação judicial foi movida no Distrito Norte da Califórnia pelo autor Joe Quirk, alegando que Premium Rush foi baseado em seu livro de 1998 The Ultimate Rush. O processo alegava muitas semelhanças de enredo, nomes de personagens e cenas com o romance original de Quirk. Em julho de 2012, o juiz distrital dos Estados Unidos, Richard Seeborg, rejeitou a alegação de Quirk de que a Sony Pictures, empresa-mãe da Columbia, havia violado um contrato implícito. A produtora Pariah Films, o diretor David Koepp e o co-roteirista John Kamps também foram citados no processo. Em 2 de abril de 2013, o juiz Seeborg negou provimento ao caso, concluindo que as duas obras não eram substancialmente semelhantes.